# Rubus fairholmianus
Rubus fairholmianus är en rosväxtart som beskrevs av Gardn.. Rubus fairholmianus ingår i släktet rubusar, och familjen rosväxter. Inga underarter finns listade i Catalogue of Life.